# آتاکان
دکتر هال «آتاکان» امریش (به ژاپنی: ハル・エメリッヒ博士 Haru Emerihhi Hakase) که با نام مستعار آتاکان شناخته می‌شود، یک شخصیت ساختگی در سری بازی‌های متال گیر شرکت کونامی است. آتاکان یکی از دوستان نزدیک سالید اسنیک و مهندس ارشد پروژه متال گیر آرای‌اکس است.

## زندگینامه
هال متولد ۱۹۸۰، فرزند یک مهندس مکانیک بود که یکی از طرفداران فیلم‌های علمی تخیلی بود و از این رو نام فرزند خود را از روی شخصیت «هال ۹۰۰۰» در فیلم ۲۰۰۱: سفری به فضا انتخاب کرد. پدر او بالاخره از مادرش جدا شده و با زنی انگلیسی به نام جولی دنزیگر ازدواج کرد. از طرفی خانم دنزیگر نیز دارای فرزند دختری به نام اِما بود، که پس از این ازدواج اِما نام خانوادگی پدر خود را به ارث برد. هال و اِما رابطهٔ بسیار نزدیکی با یکدیگر داشتند و هال او را ای.ای صدا می‌زد. اگرچه اِما همیشه عینک به چشم داشت، اما در واقع هرگز به آن‌ها نیاز نداشت و فقط می‌خواست از برادرش تقلید کند. هنگامی که هال در دوران نوجوانی به سر می‌برد، توسط نامادری خود اغفال گردید و با او رابطه‌ای نامشروع برقرار کرد. در سال ۱۹۹۷، وقتی پدر هال از این ماجرا باخبر شد، سعی کرد با خفه کردن خود به همراه اِما، در استخری خودکشی کند. اِما از برادر خود انتظار داشت او را نجات دهد و نام او را فریاد می‌زد، اما هال در آن لحظه در کنار نامادری خود به سر می‌برد و از این ماجرا بی‌خبر بود. اِما که به‌طور معجزه آسایی از این حادثه جان سالم به در برده بود، همیشه نسبت به برادر خود ابراز نفرت می‌کرد. این حادثه باعث آب‌هراسی شدید اِما شد. اِما بعدها مهندسی پروژه‌هایی نظیر «جی‌دابِلیو» و «آرسنال گیر» را در دست داشت.
پس از این ماجراها، هال برای خودکشی پدرش و خیانتی که نسبت به خواهر خود انجام داده و حتی نزدیک بود بر اثر این حادثه او را بکشد، به شدت احساس گناه می‌کرد. او از خانه فرار کرده و برای چندین سال هیچ‌کدام از اعضای خانواده خود را ندید.